# Nicolaas Nelleman
Nicolaas Nelleman (auch Nicolaas Nellemans; * 1722; † 5. Mai 1805) war von 1778 bis zu seinem Tod der zweite altkatholische Bischof von Deventer.

## Leben
Nelleman war vor seiner Bischofsweihe Pastor in Delft gewesen. Nach dem Tode seines Vorgängers im Bischofsamt, Bartholomeus Johannes Bijeveld, wurde er zum Bischof von Deventer ernannt und empfing am 28. Oktober 1778 in Delft durch den Erzbischof von Utrecht Gualtherus Michael van Nieuwenhuizen die Bischofsweihe.
Im Jahre 1794 verfasste er zusammen mit seinen beiden Mitbrüdern im Bischofsamt, Walter van Nieuwenhuyzen von Utrecht und Adrianus Broekman von Haarlem, einen Brief an Scipione de’ Ricci, in dem es um die päpstliche Bulle Auctorem fidei ging.
Wie sein Vorgänger besaß Nelleman keine Jurisdiktionsvollmacht und residierte auch nicht in der Stadt Deventer, sondern blieb bis 1803 auf seiner Pfarrstelle in Delft. Er starb am 5. Mai 1805.

## Werke
- Walter van Nieuwenhuyzen, Adrianus Broekman, Nicolaas Nellemann: Lettre des évêques de Hollande à Mgr. de Ricci, ancien évêque de Pistoie, au sujet de la Bulle Auctorem fidei etc. Utrecht 1794.